# سوسری‌های بلاتا
سوسری‌های بلاتا (نام علمی: Blatta) نام یک سرده از راسته سوسری است.